# Centro Cervantino La Roda

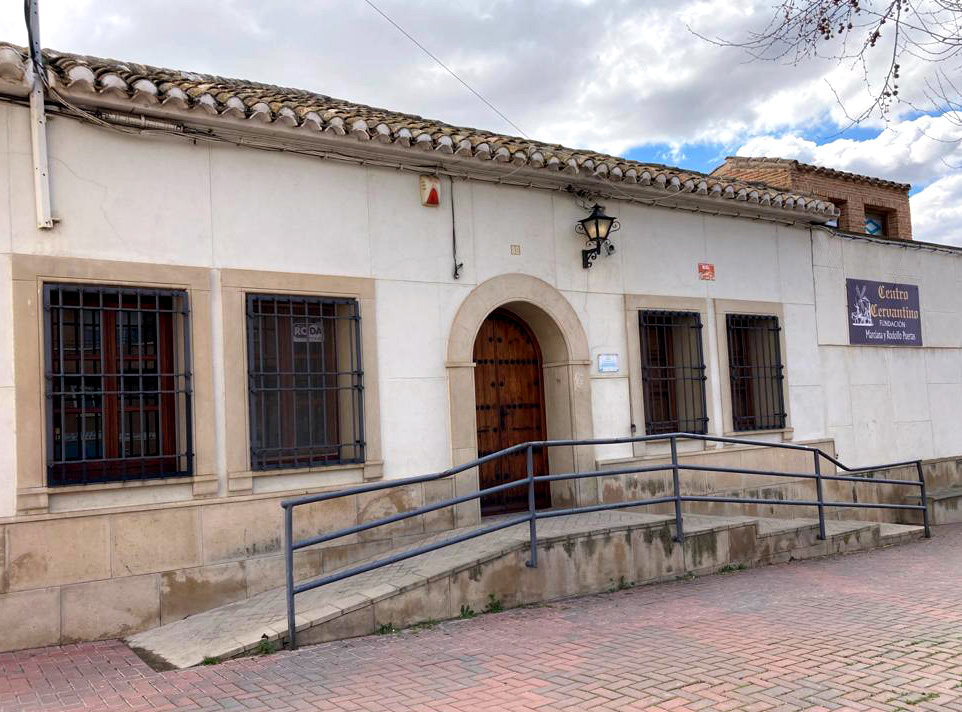
Centro Cervantino La Roda

El Centro Cervantino La Roda está ubicado en la localidad de La Roda (Albacete). Se encuentra emplazado en el edificio del Portazgo, también conocido como el pozo del agua, junto a la plaza de toros de esta localidad. Está dedicado a albergar una colección privada sobre la obra de Miguel de Cervantes y su personaje El ingenioso hidalgo Don Quijote de La Mancha.

## Historia
Esta colección bibliográfica e iconográfica referente a Cervantes y especialmente a la figura del Quijote ha sido reunida a lo largo de los años por el rodense Rodolfo Puertas Ramos (La Roda, 1931-2010).
En 2004, con el fin de mantener unida esta colección y proyectar la cultura cervantina y quijotesca entre la ciudadanía rodense y los visitantes a esta localidad, nació la Fundación Cultural Marciana y Rodolfo Puertas, denominada en la actualidad Fundación Quijote.

## Colecciones

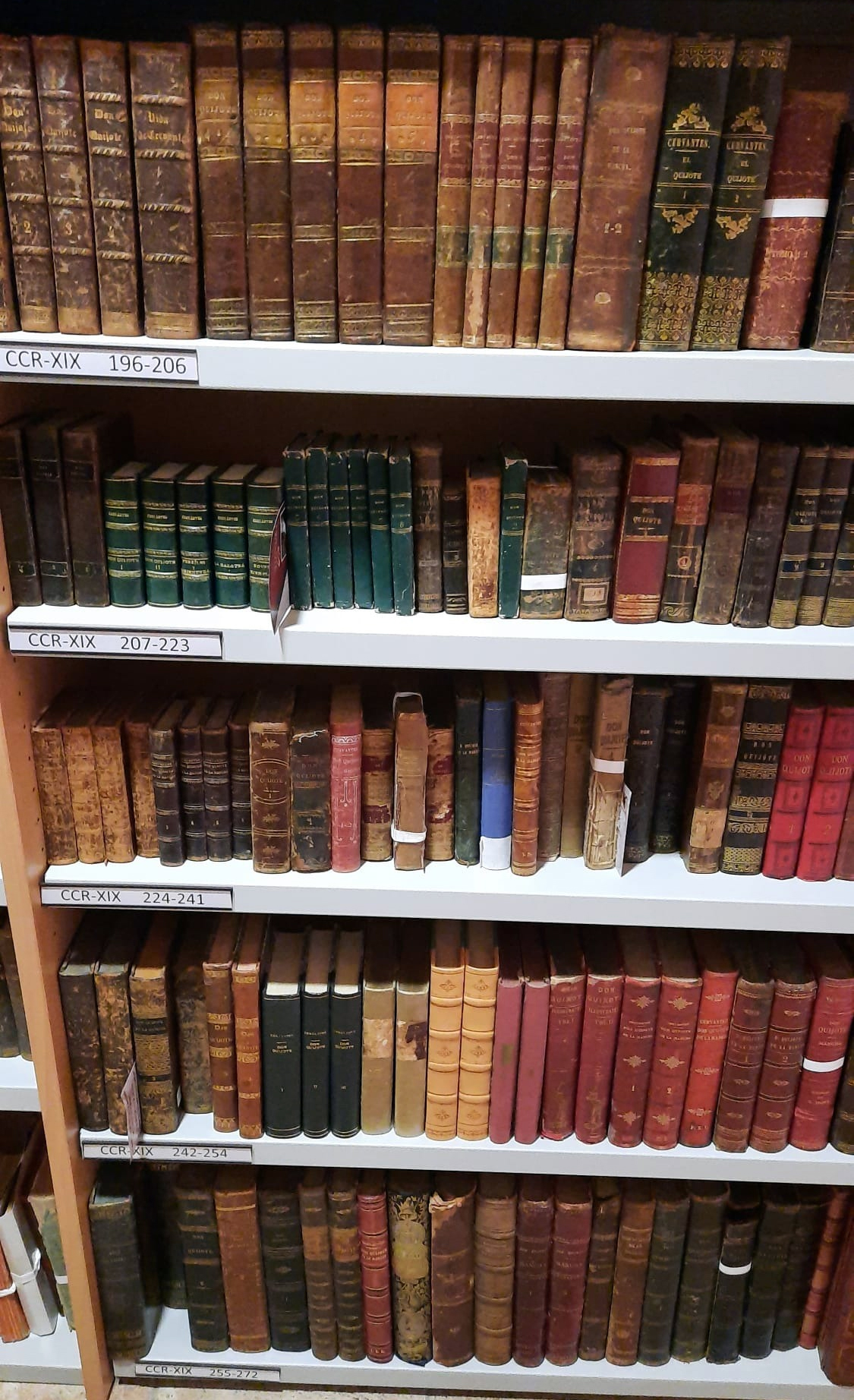
Algunos ejemplares de la colección del fondo antiguo

Tras muchos años de colección, el centro cuenta con ejemplares del tema cervantino y otras obras de referencia, como enciclopedias de Historia, Arte, Geografía y Literatura.
El fondo antiguo de la colección (obras publicadas entre 1600 y 1958) cuenta con 231 ediciones de El ingenioso hidalgo Don Quijote de la Mancha. Destaca entre esta colección la primera edición ilustrada del Quijote en España, de 1674, del artista Diego de Obregón y compuesta de 2 volúmenes. Cuenta con una edición conocida como El Quijote de Ibarra editada en 1780 a petición de la Real Academia Española. Una reedición de las ilustraciones del Quijote de la Imprenta Real, realizada con 24 planchas de cobre originales de la primera edición de 1797-1798, pertenecientes a la fundación.
La colección más actual del centro cuenta con traducciones del Quijote en 56 idiomas, quijotes infantiles y hasta ediciones en braille. Destacan entre estos ejemplares uno de los 300 libros de El Quijote que publicó el grupo editorial Random House con ilustraciones surrealistas creadas por Salvador Dalí de 1946, una con ilustraciones abstractas de Antonio Saura y otra cubista de Enrique Herreros.
También se encuentra la obra del artista plástico Gabriel Alarcón López de la Roda y presidente de la Fundación Quijote, creador del libro titulado 25 pinturas para un Hidalgo Ingenioso, uno de los libros sobre el Quijote más grandes en tamaño del mundo.
Además del fondo bibliográfico, el centro cuenta con una colección de iconografía popular del Quijote donde se puede encontrar curiosidades varias desde cromos, tebeos, postales, sellos y monedas hasta cajas de puros y dulces todos ellos con la imagen característica y significativa de El Ingenioso hidalgo Don Quijote de La Mancha.